# Calidulídeos
Calidulídeos (Callidulidae) é uma família de insectos da ordem Lepidoptera.